# Il paradiso di Ullward
Il paradiso di Ullward (Ullward's Retreat), tradotto anche come Il rifugio di Ullward e Proter, è un racconto di fantascienza del 1958 dello scrittore statunitense Jack Vance.
Nella prefazione al racconto dell'antologia The Best of Jack Vance, l'autore ha affermato di ritenerla una delle sue storie meglio riuscite.

## Storia editoriale
Il racconto fu pubblicato per la prima volta nel numero del dicembre 1958 della rivista Galaxy e poi nel 1964 come parte dell'antologia di opere di Vance Future Tense, che fu pubblicata di nuovo nel 1981 con il titolo Dust of Far Suns.
La prima traduzione in italiano, di Lidia Lax, intitolata Il rifugio di Ullward, fu pubblicata dalla Casa Editrice La Tribuna nel n. 2, anno V, del febbraio 1962 della rivista italiana Galaxy.
Una traduzione in italiano di Hilia Brinis, intitolata Proter fu pubblicata dalla Arnoldo Mondadori Editore nel volume del settembre 1972 della collana Omnibus come parte della raccolta Il passo dell'ignoto.
Una traduzione di Franco Giambalvo, intitolata Il paradiso di Ullward, fu pubblicata nel 1977 da Armenia Editore, nel volume n. 5 della collana Robot Speciale come parte dell'antologia personale Il meglio di Jack Vance (The Best of Jack Vance, 1976) che fu ripubblicata nel 1979 nel volume n. 14 della collana Raccolta Robot (che contiene anche il volume n. 15 di Robot Speciale) e nel 2003 dalla Mondadori nel volume n. 37 della collana Millemondi, intitolata L'opera dello spazio, che comprende anche altri due romanzi di Vance.
Una traduzione di Fabio Feminò, anch'essa intitolata Il paradiso di Ullward, fu pubblicata dalla Mondadori nel 2003, nel volume n. 1480 di Urania come parte dell'antologia I grandi maestri della fantascienza 3. Seconda parte (The SFWA Grand Masters, Volume 3, 2001).

## Trama
Su una Terra sovraffollata, la privacy e lo spazio vitale sono uno status symbol. 
Per impressionare i suoi amici, il facoltoso Ullward affitta un continente da uno spaziale che possiede un intero pianeta abitabile, ma il risultato non è quello che aveva immaginato.

## Edizioni
- Jack Vance, Il paradiso di Ullward, in L'opera dello spazio, collana Millemondi, n. 37, Milano, Arnoldo Mondadori Editore, 2003, ISSN 1123-0762 (WC · ACNP).